# Buch von geistlicher Armut
Das Buch von geistlicher Armut ist ein von einem Anonymus um 1350 verfasstes, mittelhochdeutsches Erbauungsbuch zum Thema der inneren und äußeren Armut.
Das Werk wurde in der ersten Ausgabe (Frankfurt am Main, 1621) unter dem Titel Nachfolgung des armen Lebens Christi  Johannes Tauler zugeschrieben und hoch geschätzt. Der Kirchenhistoriker Heinrich Denifle konnte in der kritischen Ausgabe (München, 1877) in dem Werk signifikante Abweichungen von Lehre und Stil Taulers nachweisen. Der Verfasser des Werkes vertritt die Berufung aller Menschen zur äußeren Armut deutlich strenger als Tauler. Die äußere Armut ist für diesen Autor eine unerlässliche Bedingung der Kommunion. Der katholische Theologe Helmut Riedlinger vermutet, dass der Verfasser des Werkes ein den Fratizellen nahestehender Schüler oder ein Freund Taulers selbst war.